# Pyramidenkogel
Der Pyramidenkogel (slowenisch Jedvovca) ist ein 850 m ü. A. hoher Berg in Südkärnten, Österreich.

## Lagebeschreibung
Der Bergrücken befindet sich südlich des Wörthersees und nördlich des Keutschacher 4-Seentales (auch: 4-Seental Keutschach und Keutschacher Seental genannt, mit den Seen von West nach Ost: Hafnersee, Keutschacher See, Baßgeigensee und Rauschelesee), das im Jahr 1970 zum Landschaftsschutzgebiet erklärt wurde. Südlich vom Hafnersee befindet sich der Penkensee. Das Gebiet gehört zur Sattnitz, das als niedriges Gebirge ein „waldreiches Hügelland im südlichen Klagenfurter Becken, zwischen Wörther See und Glanfurt-Glan-Gurk-Niederung im Norden und dem Rosental der Drau (mit Feistritzer und Ferlacher Stausee) im Süden“ bildet.

## Aussichtsturm
Im Jahr 1950 hatte die Gemeinde Keutschach auf dem Pyramidenkogel einen 27 Meter hohen Aussichtsturm aus Holz errichten lassen. Daneben wurde im Jahr 1957 der Sender Pyramidenkogel gebaut. In den Jahren 1966 bis 1968 wurde der hölzerne Turm durch einen Aussichtsturm mit etwa 54 Meter Höhe in Stahlbetonbauweise ersetzt.
Als Jahrzehnte später die erforderliche Sanierung die Aussichtsturms zu teuer erschien, wurde ein Neubau angestrebt. Bei einem Architekturwettbewerb siegte der Entwurf des Klagenfurter Architekturbüros Markus Klaura und Dietmar Kaden und des Tragwerkplaners Markus Lackner. Der Entwurf sah einen etwa 100 Meter hohen Turm in der Form einer geschwungenen Schraube aus Holz und Stahl vor. Nach sieben Jahren der Planung wurde am 31. Oktober 2012 der Grundstein für den neuen Aussichtsturm gelegt und am 19. Juni 2013 konnte die Eröffnung der Anlage erfolgen.
Das Basisgebäude mit Restaurant bildet ein Ensemble mit dem Turm. Der – samt Sendemast – mit 100 m höchste Holzaussichtsturm der Welt ist ganzjährig geöffnet und enthält auch die mit 52 m Höhenunterschied⁷ bis 2019 höchste Gebäuderutsche Europas.

## Bildergalerie

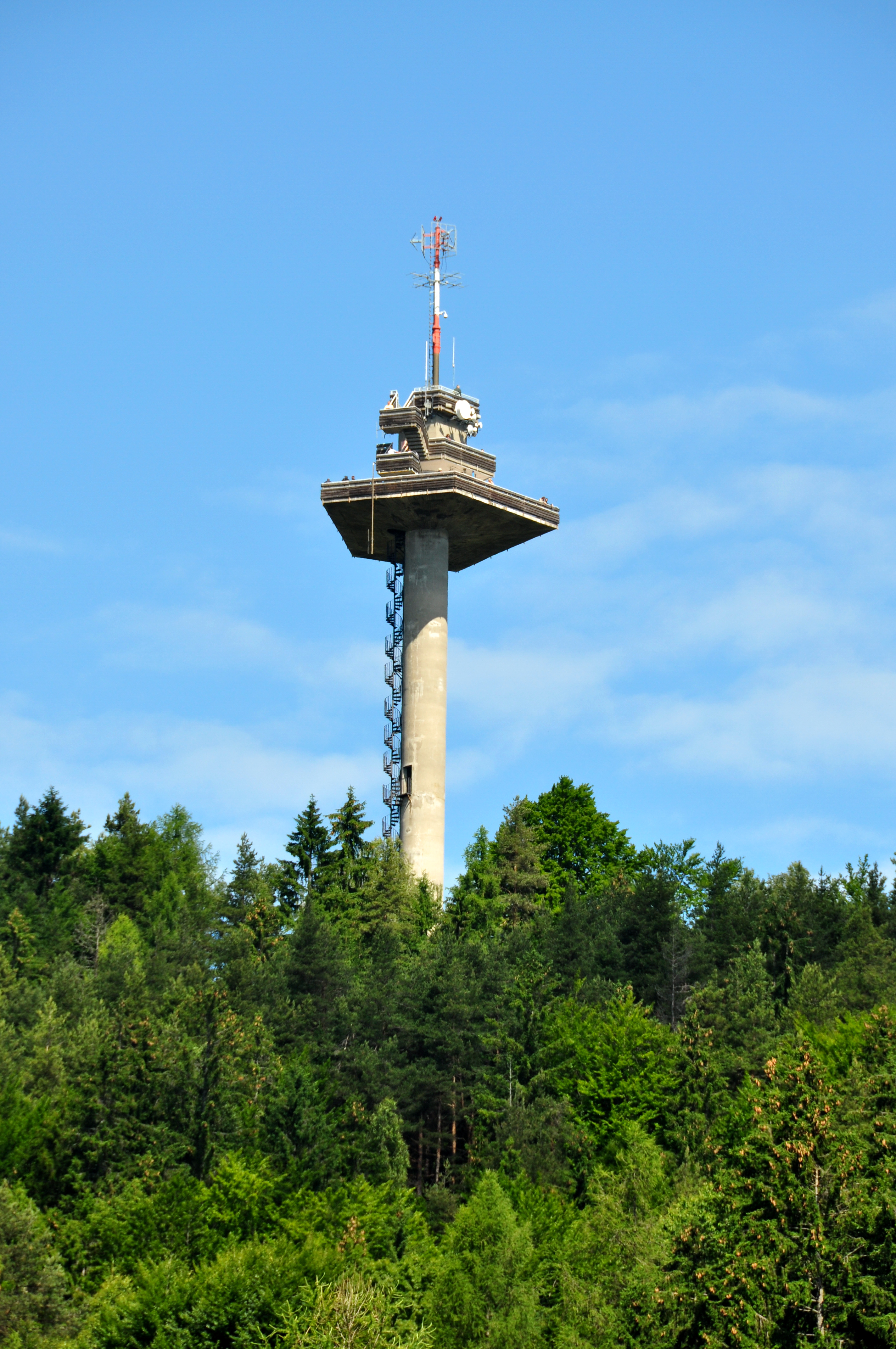
Alter Aussichtsturm
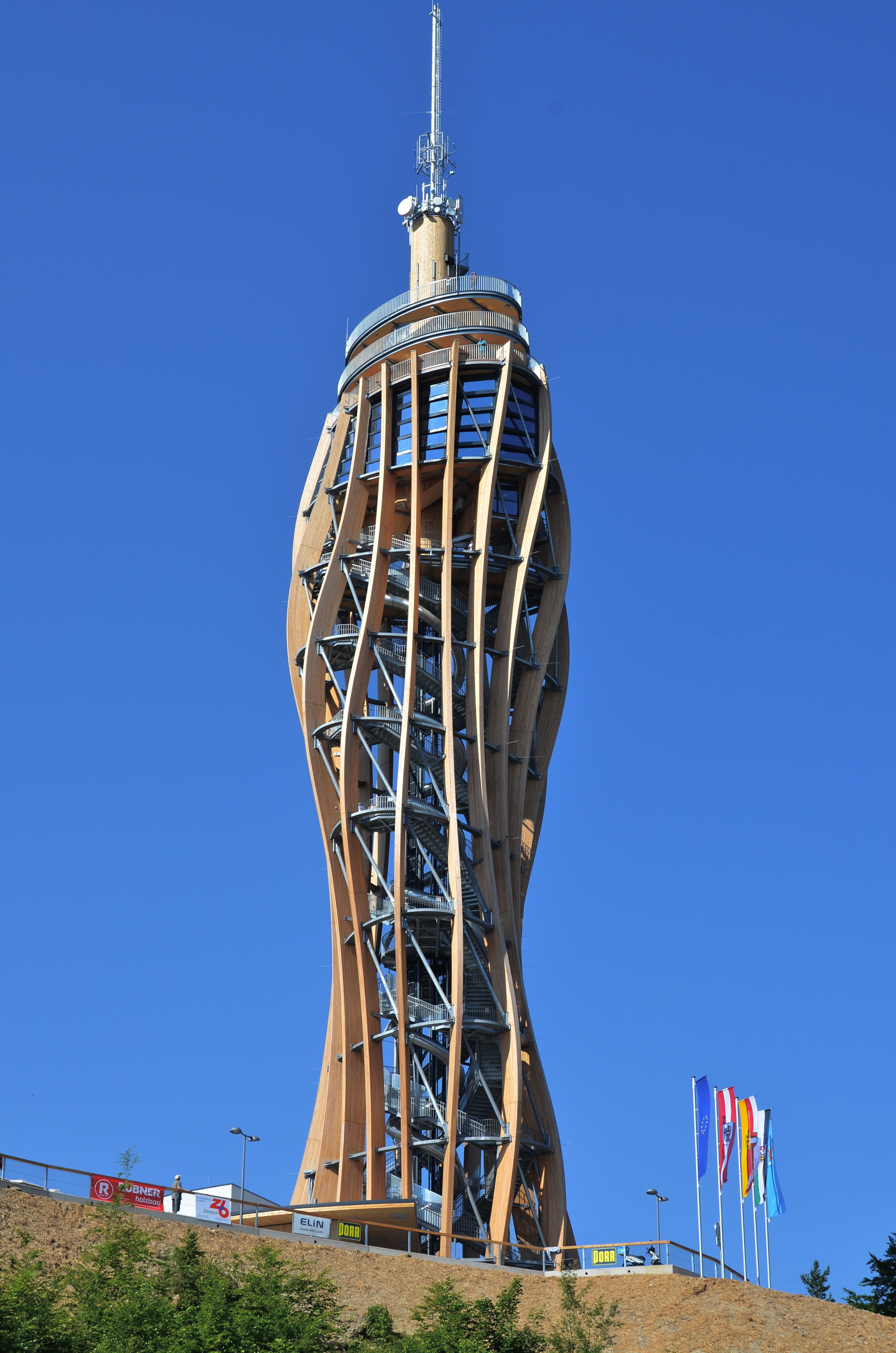
Neuer Aussichtsturm
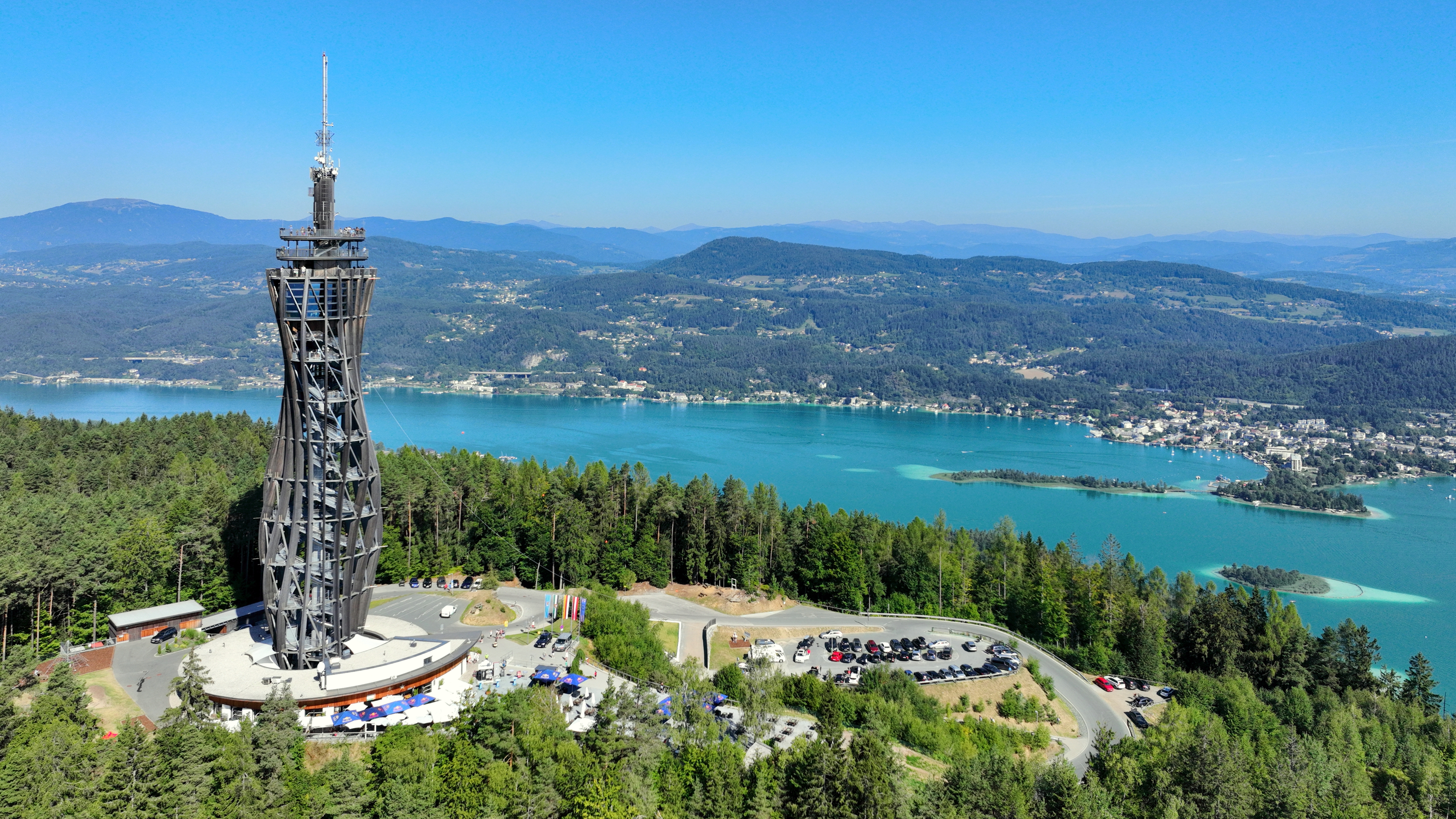
Gipfel des Pyramidenkogels mit dem Aussichtsturm
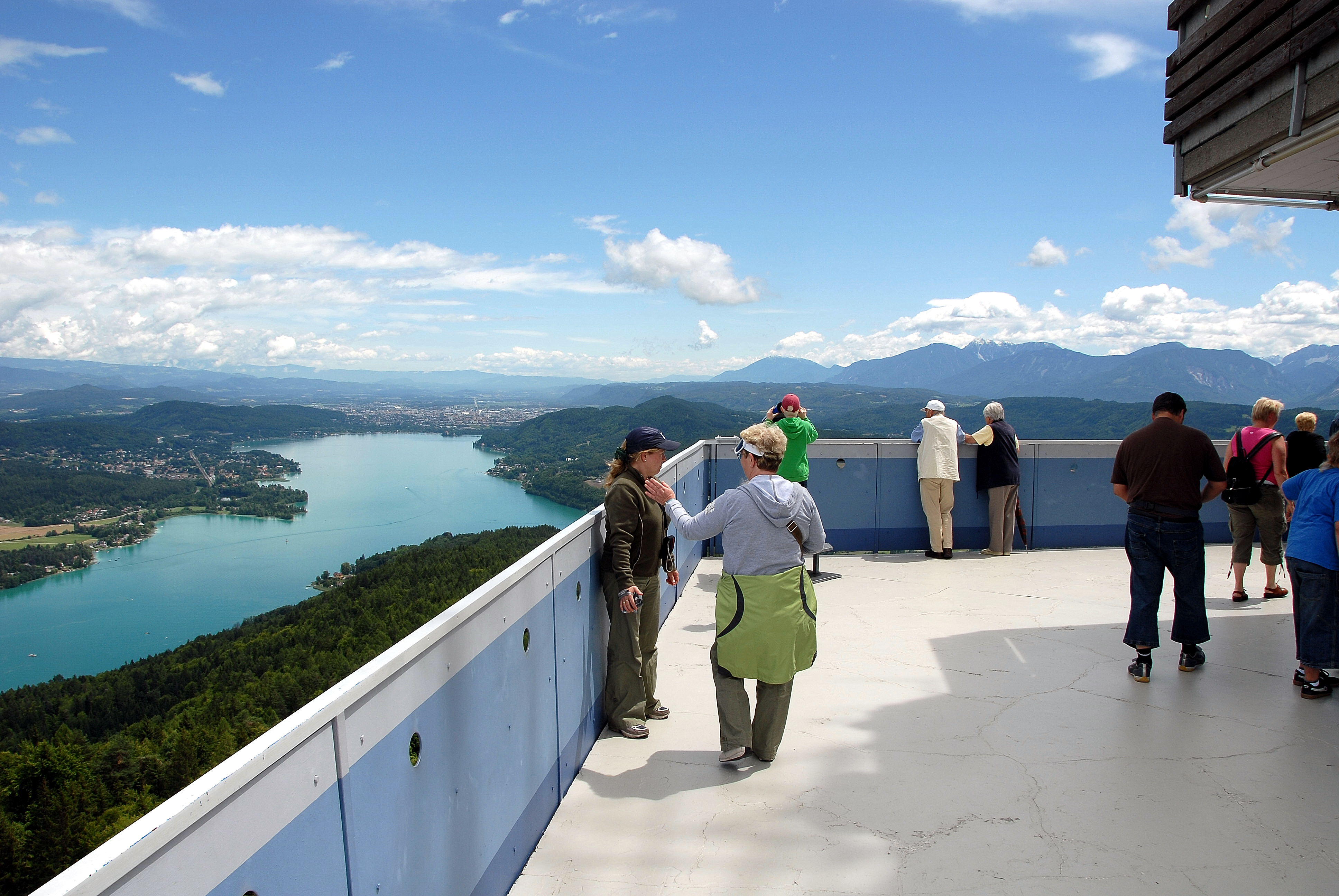
Blick auf den Wörthersee
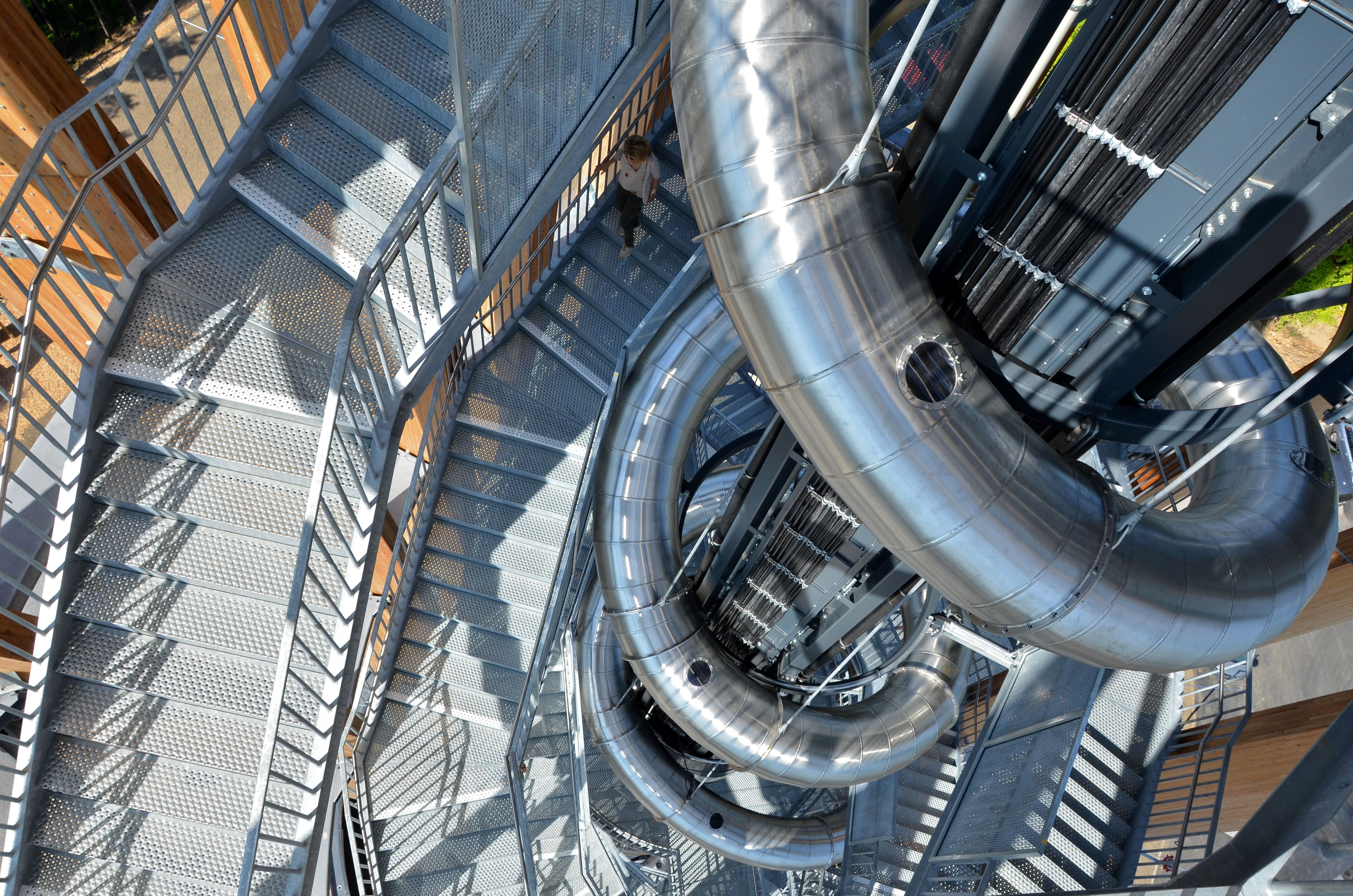
Trockenrutsche und Treppen im neuen Aussichtsturm